# Drapeau Ria del Asón
 (octobre 2024).
Le Drapeau Ria del Asón est une compétition annuelle d'aviron, (traînières), qui a lieu à Colindres (Cantabrie) depuis 1994.

## Palmarès
| Édition | Année | Vainqueur      | Second        | Troisième           |
| ------- | ----- | -------------- | ------------- | ------------------- |
| I       | 1994  | Zumaia         | Camargo       | Astillero           |
| II      | 1995  | San Pedro B    | Santoña       | Hondarribia B       |
| III     | 1996  | Santoña        | Hondarribia B | Zarautz             |
| IV      | 1997  | Hondarribia    | Zarautz       | Santoña - Santander |
| V       | 1998  | Zarautz        | Astillero     | Pedreña             |
| VI      | 1999  | Santander      | Pedreña       | Santiagotarrak      |
| VII     | 2000  | Zumaia         | Hondarribia B | Pedreña             |
| VIII    | 2001  | Santiagotarrak | Pedreña       | Hondarribia B       |
| IX      | 2002  | Trintxerpe     | Zarautz       | Ur-Kirolak          |
| X       | 2003  | --             | --            | --                  |
| XI      | 2004  | Arkote         | --            | --                  |
| XII     | 2005  | Pontejos       | Santurtzi     | Portugalete         |
| XIII    | 2006  | Kaiku          | Urola Kosta   | Lutxana             |
| XIV     | 2007  | Busturialdea   | Castro B      | Deusto              |
| XV      | 2008  | Astillero      | Orio B        | Getxo               |
| XVI     | 2009  | Santoña        | Trintxerpe    | Getxo               |
| XVII    | 2010  | Portugalete    | Santoña       | Zumaia B            |

## Sources
- (es) Cet article est partiellement ou en totalité issu de l’article de Wikipédia en espagnol intitulé « Bandera Ría del Asón » (voir la liste des auteurs).